# 奥托·波特
小奥托·波特（英語：Otto Porter Jr.，1993年6月3日—）為美国前职业篮球运动员，在大学期间为乔治城大学校队打球。在2013年NBA选秀中，他以总第3顺位被奇才队选中。在选秀之前他就被认为是顶尖的大学篮球运动员。

## NBA生涯
2021年8月6日，波特以240万美元的老将最低合同与金州勇士签约。勇士队在2022年NBA总决赛的6场比赛中击败了波士顿凯尔特人，波特获得了NBA冠军，他在总决赛中最後三場取代凯文·卢尼於賽季首度擔任先發，為勇士隊連贏三場发挥了相当大的作用。
2024年3月11日，猶他爵士宣布將波特釋出。波特效力爵士隊期間，並沒有上陣。此後不久，波特透過前東家爵士隊代為宣布退役。